# 张大客运专线
张大客运专线也称大张客运专线，是中华人民共和国的一条铁路客运专线，该线东接河北省张家口市，西连山西省大同市，正线全长约 141.524公里，为双线客运专线。全线共设车站5座。在张家口站与京张城际铁路相连，张家口站至怀安站間與呼张客运专线共用軌道，大张客运专线在怀安站岔出，在大同南站與大西客运专线和乌大高速铁路相連。设计速度250千米/小时。

## 历史
张大高速铁路于2015年9月8日获批，同年11月18日正式开工；于2019年12月30日全线开通运营。

## 车站
| 车站名称     | 所在区域       | 所在区域 | 启用日期       | 连接铁路     |
| ------------ | -------------- | -------- | -------------- | ------------ |
| 张大客运专线 |                |          |                |              |
| 怀安站       | 河北省张家口市 | 怀安县   | 2019年12月30日 | 京包客运专线 |
| 天镇站       | 山西省大同市   | 天镇县   | 1943年         | 京包铁路     |
| 阳高南站     | 山西省大同市   | 阳高县   | 2019年12月30日 |              |
| 大同南站     | 山西省大同市   | 平城区   | 2019年12月30日 | 乌大高速铁路 |
| 怀仁东站     | 山西省朔州市   | 怀仁市   | 2014年3月19日  | 大西高速铁路 |